# Metal Gear (computerspel)
Metal Gear (Japans: メタルギア, Romaji: Metaru Gia) is een computerspel dat in 1987 werd uitgebracht door Konami voor de MSX2-homecomputer. Het is een actie-avonturen-stealthspel dat wordt gezien als de voorloper van het genre. Ontwerper Hideo Kojima regisseerde ook latere delen in de serie.
Een port van het spel verscheen eind 1987 voor de NES. Het spel werd later ook omgezet naar andere spelcomputers.

## Plot
Aan het eind van de 20e eeuw wordt binnen Outer Heaven, een verdedigingsstaat in Zuid-Afrika, een massavernietigingswapen ontdekt door geheime diensten van landen van de Westerse wereld. Een groep van speciale eenheden, genaamd FOXHOUND, stuurt topagent Gray Fox erop af om de situatie te neutraliseren. Enkele dagen later verliest FOXHOUND het contact met Gray Fox. Zijn laatste bericht is "METAL GEAR...". Om erachter te komen wat er is gebeurd stuurt leider Big Boss de nieuwe recruit Solid Snake naar het gebied onder de codenaam Intrude N313.

## Gameplay
Het spel wordt van bovenaf gespeeld waarbij de gameplay zich richt op Snake die zich door vijandig militair gebied moet bewegen, en daarbij visueel contact met patrouillerende bewakers moet zien te vermijden. Als Snake wordt gezien, moet hij zien te ontsnappen aan de vijand door zich te verstoppen. Een enkel uitroepteken betekent dat alleen de vijanden op het scherm zullen naderen, een dubbel uitroepteken betekent dat meerdere troepen worden ingeschakeld.
Aan het begin van de missie is Snake ongewapend, maar hij kan zichzelf voorzien van wapens die onderweg te vinden zijn. Elk wapen heeft beperkte ammunitie.
De basis van de vijand bestaat uit drie gebouwen met meerdere verdiepingen. Snake kan sleutelkaarten gebruiken om deuren te openen, om zo verder te komen in het veld. Bij het bevrijden van een gijzelaar stijgt de speler in rang, wordt de gijzelaar gedood dan verliest de speler een rang.
Tijdens het spel kan Snake radiocontact leggen met Big Boss, of een van de leden van het verzet (Schneider, Diane en Jennifer). Elk teamlid heeft daarbij zijn eigen specialiteit.

## Personages
- Solid Snake, hoofdpersonage in het spel
- Big Boss, officier van wie Snake zijn instructies ontvangt
- Gray Fox, een belangrijke agent van FOXHOUND
- Dr. Petrovich, de ontwerper van de TX-55 Metal Gear, is vermist in het spel
- Ellen, dochter van dr. Petrovich, gevangen genomen door Outer Heaven
- Kyle Schneider, leider van het verzet tegen Outer Heaven, helpt Snake in zijn missie
- Diane en Jennifer, teamleden van het verzet

## Ontwikkeling
Metal Gear was oorspronkelijk bedoeld als actiespel met militaire gevechtselementen. Aangezien de hardware van de MSX2 het aantal gelijktijdige kogels en vijanden beperkte, besloot Hideo Kojima het project aan te passen. Hij gebruikte als inspiratie het boek The Great Escape, en richtte de focus van het spel op ontduiking van het gevecht.
Op de verpakking werd een illustratie van het karakter Kyle Reese uit de film The Terminator (1984) gebruikt.

## Ontvangst
Metal Gear kwam oorspronkelijk uit in Japan op 13 juli 1987 en was bedoeld voor de MSX2-homecomputer. De MSX2-versie stond vijf maanden in de lijst van 20 bestverkochte spellen van het Japanse tijdschrift MSX Magazine. Een Engelstalige versie kwam datzelfde jaar nog uit en werd zodoende ook in Nederland beschikbaar. In de  recensie van Het Vrije Volk werd vooral zorgen geuit over de mate van geweld waar de speler aan blootgesteld wordt.
De NES-versie is in de Verenigde Staten ruim 1 miljoen keer verkocht. Dit succes leidde tot twee opvolgers; Snake's Revenge, die specifiek voor de NES werd ontwikkeld, en Metal Gear 2: Solid Snake, die door Kojima werd ontwikkeld als antwoord op de alternatieve opvolger.